# Cayo Chal
Cayo Chal är en ö i Mexiko. Den ligger i bukten Bahía del Espíritu Santo och tillhör kommunen Felipe Carrillo Puerto i delstaten Quintana Roo, i den sydöstra delen av landet. Arean är 3,62 kvadratkilometer.